# Página central

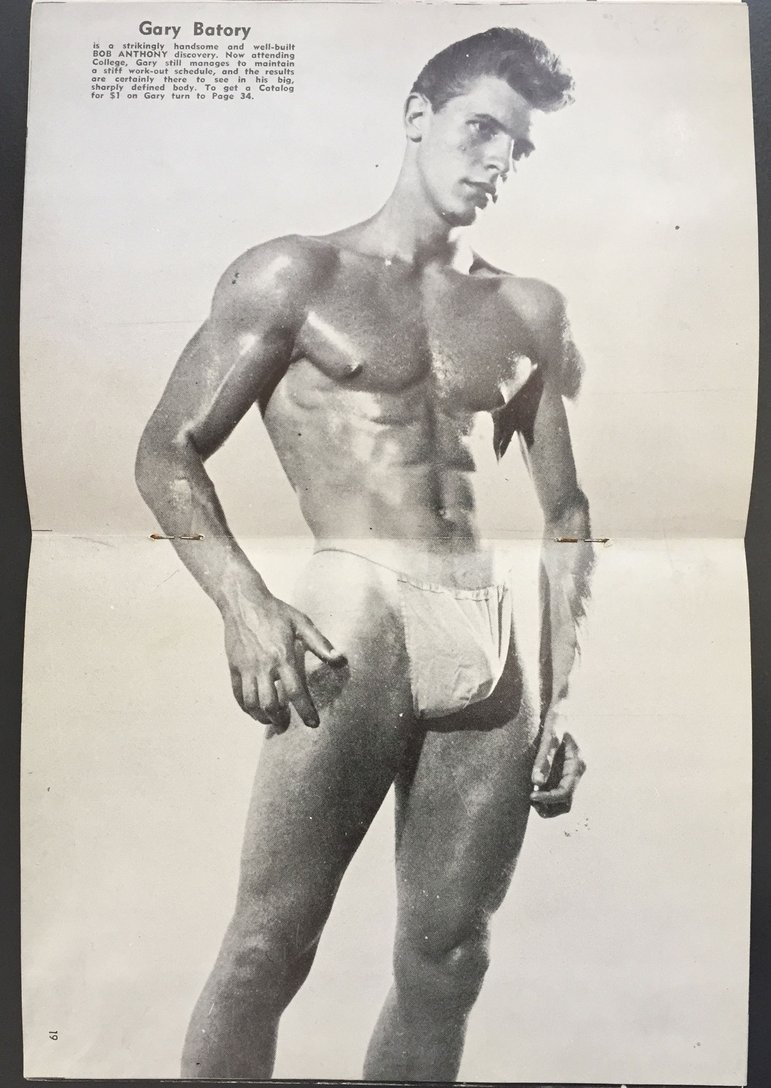
Uma página central de uma edição de 1962 da revista física Champ, mostrando um modelo masculino com uma alça posando. Neste exemplo, o leitor seria obrigado a girar a revista para visualizar a foto corretamente.

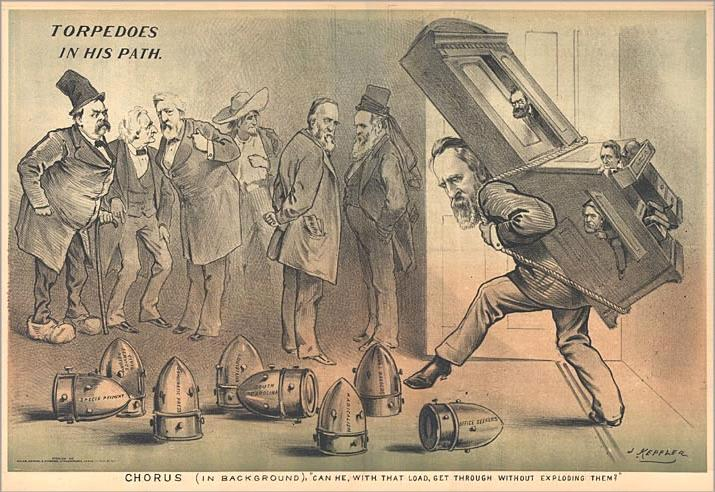
"Torpedos em seu caminho: ele pode, com essa carga, passar sem explodi-los?" O presidente dos EUA, Rutherford B. Hayes, carrega um gabinete nas costas, contendo o vice-presidente William Wheeler, o secretário do Tesouro, John Sherman, e o secretário do Interior, Carl Schurz. Ao fundo estão James G. Blaine, John Logan, Abram Hewitt e outros. Publicado na revista Puck: Centerfold; Vol. 1 nº 1, 14 de março de 1877

A página central ou pôster central de uma revista são as páginas internas da folha do meio, geralmente contendo um retrato, como uma pin-up ou um nu. O termo também pode se referir ao modelo apresentado no retrato. Nas revistas com costura na lombada (ao contrário daquelas com encadernação perfeita), a página central não tem nenhum espaço em branco cortando a imagem.
O termo foi cunhado por Hugh Hefner, fundador da revista Playboy. O sucesso da primeira edição da Playboy de 1953 foi atribuído em grande parte à sua página central: um nu de Marilyn Monroe. O advento das páginas centrais mensais deu à pin-up uma nova respeitabilidade e ajudou a higienizar a noção de "sensualidade". Ser apresentado como página central pode levar a papéis de modelos no cinema, e ainda acontece ocasionalmente hoje.
No início, Hefner exigiu que as páginas centrais da Playboy fossem retratadas com precisão, dizendo aos fotógrafos em um memorando de 1956 que a "modelo deve estar em um ambiente natural, envolvida em alguma atividade 'como ler, escrever, preparar uma bebida'...[e].. .deve ter uma 'aparência americana saudável e inteligente — uma jovem que parece ser uma secretária muito eficiente ou uma estudante de graduação em Vassar.'" Hefner disse mais tarde que a página central ideal é aquela em que "uma situação sugere-se a presença de alguém que não está na foto”; o objetivo era transformar “uma pin-up pura em um interlúdio íntimo, algo pessoal e especial”.
Posteriormente, algumas revistas adotaram a prática de ter uma página central com três ou até quatro dobras, usando uma folha de papel mais longa naquele local e dobrando o comprimento extra na revista. Revistas adultas mais ousadas usaram esse espaço para exibir imagens mais explícitas: "Para representar seios, órgãos genitais, ânus e rosto, tudo dentro da moldura tripla da página central, os modelos foram apoiados, as pernas abertas, levantadas e, em seguida, levantadas. esfaqueados contra seus corpos, braços mergulhados entre eles para espalhar os lábios." Hoje, o termo foi ampliado, podendo incluir a maioria dos tipos de fotografias detalhadas de mulheres e homens publicadas em revistas , na web ou em qualquer outro meio.
Embora o termo tenha se tornado ligado na consciência pública a materiais ou modelos eróticos, muitas outras revistas como Life, Time e National Geographic publicaram páginas desdobráveis sobre outros assuntos.

## Títulos
Algumas revistas referem-se aos seus modelos centrais com um nome específico, que pode estar ligado à marca ou tema da revista. Quando obtido em uma das publicações de maior prestígio na área, pode se tornar um título pessoal semiformal usado em artigos de notícias e introduções muito depois da aparição central do modelo.
| Publicação   | Página central                                     |
| ------------ | -------------------------------------------------- |
| Blueboy      | Man of the Month/Year                              |
| Cheri        | Tart of the Month/Supertart                        |
| Duke         | Duchess                                            |
| Gallery      | Girl Next Door                                     |
| Genesis      | Playgirls (página central dupla, descontinuada)    |
| High Society | Society's Child (nome abandonado)                  |
| Hustler      | Honey                                              |
| Knave        | Donzela do Mês                                     |
| Lui          | La Fille du Mois                                   |
| Mandate      | The Mandate Man (abandoned name)                   |
| Mayfair      | Girl of the Month                                  |
| Men Only     | Somente homens, menina/senhorita (nome abandonado) |
| Penthouse    | Pet                                                |
| Playboy      | Playmate                                           |
| Playgirl     | Homem do mês/Ano                                   |
| Playmen      | La Ragazza del Mese                                |

Alguns meios de comunicação apenas online mantêm uma designação mensal que lembra a página central de uma revista impressa; por exemplo, o Twistys Treat.

## Distribuição central
Como dispositivo de layout, uma página central está intimamente relacionada a uma página central, uma imagem que abrange as duas páginas centrais de uma revista ou outra publicação, aproveitando o fato de serem impressas em uma única folha de papel. 